# お金がないっ
『お金がないっ』（おかねがないっ）は、篠崎一夜による日本のBL小説及びそれを原作としたメディアミックス作品。イラスト及び漫画版の作画は香坂透が担当している。幻冬舎コミックス偶数月発行・漫画と小説の総合誌『リンクス』にて不定期連載中。原作小説とコミックスには相違があり、それぞれのストーリーを展開させている。2018年3月時点でシリーズ累計発行部数は100万部を突破している。

## あらすじ
大学生の綾瀬雪弥は、従兄弟の石井鉄夫の借金のカタに地下組織でオークションにかけられる。そんな綾瀬を買ったのは金融業を営む狩納北、彼は綾瀬に助けられた恩返しだという。しかし綾瀬はそのことを覚えておらず、石井のことばかり心配する綾瀬に対し、狩納は過酷な現実を突き付ける。二億もの借金を自分に返すまで、その身は狩納の物であり自由はない。と宣告するのであった。

## 登場人物
※声の記述は、OVA / ドラマCDの順
綾瀬雪弥（あやせ ゆきや）声 - 福山潤 / 石田彰
本作の主人公。一人称は俺。1月2日生まれの18歳～、B型。160cm(自称)　早くに両親、祖母を亡くしアパートで一人暮らしをしていたが、ある日鉄夫の借金の引換として競売にかけられる。狩納によって助けられるが、それがきっかけで億単位の借金を負い狩納と暮らす。狩納の強引さに戸惑いつつ、その内にある優しさに惹かれ、現在恋人同士。ハーフかつ女顔の美少年（本人は自覚なし）。性善説を持論としている、お人好し。
狩納北（かのう そむく）声 - 小杉十郎太
本作の実質的な主人公。7月24日生まれの26歳～、O型。195.3cm、83kg(高校3年時)。 3年前の雨の日に綾瀬に助けられて以来、彼に恋心を抱き、恩を返すべく競売にかけられていたところを億単位で買い、強引に手元に置く。新宿全域を自分の領域にしている、金融会社社長。父親は闇金融会社社長であり、既に故人。傲岸不遜だが、父親と薫には頭が上がらない。父親似で、ガラが悪く粗野な一方、不器用な性格。派手顔イケメン。愛煙家、好むメーカーはマルボロ
染矢忍（そめや しのぶ） / 染矢薫子（そめや かおるこ）声 - 飛田展男
5月30日生まれの24歳～、A型。狩納とは大学が同じで、父親同士が幼馴染みの間柄。オカマバーのママかつ、染矢家の三男（※兄が2人いるため）。後者は源氏名であり、父親の名前から拝借している。素顔はかなり端整で、眼鏡を掛けている。素の性格は少々ネガティブ。弁護士の資格持ち。彼が経営するバーの従業員は全員、狩納のことがお気に入り。
「変身できない」の主人公。本田宗一郎とは恋人関係。女装家のようであって、オカマではない。
祇園寅之介（ぎおん とらのすけ）声 - 置鮎龍太郎
10月21日生まれの22歳～、B型。関西弁口調。AVマニアで撮影が得意。ファンシーグッズ収集が趣味。無線愛好家。狩納の舎弟であり、明るくノリの良い性格。（現在）大学院博士課程。
久芳誉（くば ほまれ）＆ 久芳操（くば みさお）声 - 辻谷耕史（誉）、羽多野渉 / 辻谷耕史(操）
2人とも2月12日生まれの25歳～、AB型、狩納の部下であり、無表情かつ無口な一卵性双生児。兄の誉はピッキングの達人で、綾瀬に惚れている。弟の操は感情に乏しくどんな物事にも感銘を受けない。2人とも狩納に会うまではかなり荒んでいた。
許斐清貴（このみ きよたか）声 - 鈴置洋孝
9月5日生まれの28歳、AB型。狩納の（自称）親友であり、実際は彼に対抗意識を抱いている。中国語に堪能。
石井鉄夫（いしい てつお）声 - 柿原徹也 / 佐藤史郎
11月9日生まれの20歳～、B型。綾瀬の従兄で、借金のカタに綾瀬を競売にかけさせる。
山口和信（やまぐち かずのぶ）
1月21日生まれの20歳～、B型。綾瀬の学友。大和の世話役。
木内孝則（きうち たかのり）声 - 鈴木千尋
1月19日生まれの18歳～、A型。綾瀬の学友。中肉中背。綾瀬に恋心を抱いている。無線愛好家。
染矢薫（そめや かおる）
8月26日生まれの57歳～、A型。忍（と他2人の息子）の父親で、弁護士。子煩悩。大和の父親とは親友。生まれつき心臓が弱いらしい。北にとっては母親的な存在でもある。
溝口栄祥（みぞぐち えいしょう）
3月1日生まれの41歳、O型、狩納の元顧客であり知り合い。ファッションデザイナー兼ショップオーナー。ロリコン疑惑あり。綾瀬の着ている服は、ほとんど彼が作っている商品である。
鷹嘴大和（たかのはし やまと）
狩納とは幼少の頃からの知り合いである、小学生の少年。父親は肝の据わった子煩悩（※極道）。生意気な性格が災いして様々なトラブルを起こす。綾瀬に好意を抱く。
本田宗一郎（ほんだ そういちろう）
12月1日生まれの26歳、B型。（元）ヤンキー→自動車整備士。染矢忍に一目惚れし、現在は恋人同士。思い込みが激しく空気を読まない一方、世話好きで義理堅い性格。（自称）誉の親友。車とケンカを愛しているからか、カーセックスをする人が大嫌い。
彼の妹は毒舌巨乳高校生であり、しかも男性関係が派手で、誉のことがお気に入りの様子。

## タイトル一覧

### 小説
本編
- 「お金は貸さないっ」から出版社は幻冬舎コミックス、レーベルはリンクロマンスに変更されている。幻冬舎コミックスから「お金は貸さないっ」以前に刊行された作品が新装版として再販されている。
- 篠崎一夜（著） / 香坂透（イラスト）、桜桃書房→幻冬舎コミックス〈Eclipse romance→リンクロマンス〉、既刊9巻（2016年10月28日現在）
  1. 「お金がないっ」1999年6月発行、ISBN 4-7567-1257-6
    - 新装版：2004年10月31日発行、ISBN 4-344-80467-8

  2. 「お金しかないっ」1999年12月発行、ISBN 4-7567-1291-6
    - 新装版：2004年11月30日発行、ISBN 4-344-80489-9

  3. 「お金じゃ買えないっ」2000年10月、ISBN 4-7567-1351-3
    - 新装版：2004年12月31日発行、ISBN 4-344-80500-3

  4. 「お金がたりないっ」2001年10月発行、ISBN 4-7567-1425-0
    - 新装版：2005年1月31日発行、ISBN 4-344-80515-1

  5. 「お金は貸さないっ」2003年8月31日発行、ISBN 4-344-80276-4
  6. 「お金じゃないっ」2005年5月31日発行、ISBN 4-344-80564-X
  7. 「お金じゃ解けないっ」2007年1月31日発行、ISBN 978-4-344-80910-9
  8. 「お金はあげないっ」2014年3月31日発行、ISBN 978-4-344-83087-5
  9. 「お金は賭けないっ」2016年10月28日発行、ISBN 978-4-344-83830-7

番外編
- 篠崎一夜（著） / 香坂透（イラスト） 『お金がないっEX NOVEL SIDE』 幻冬舎コミックス、2021年3月30日発行、ISBN 978-4-344-84831-3

### 漫画
本編
- 第2巻から出版社は幻冬舎コミックス、レーベルはバーズコミックス リンクスコレクションに変更されている。幻冬舎コミックスから第1巻が新装版として再販されている。
- 篠崎一夜（原作） / 香坂透（作画） 『お金がないっ』 桜桃書房→幻冬舎コミックス〈ガストコミック→バーズコミックス リンクスコレクション〉、既刊18巻（2025年3月24日現在）
  1. 2002年1月発行、ISBN 4-7567-1418-8
    - 新装版：2003年11月24日発行、ISBN 4-344-80210-1

  2. 2003年2月24日発行、ISBN 4-344-80211-X
  3. 2004年2月24日発行、ISBN 4-344-80366-3
  4. 2005年3月24日発行、ISBN 4-344-80538-0
  5. 2006年1月24日発行、ISBN 4-344-80695-6
  6. 2007年1月24日発行、ISBN 978-4-344-80904-8
  7. 2008年1月24日発行、ISBN 978-4-344-81194-2
  8. 2009年3月24日発行、ISBN 978-4-344-81595-7
  9. 2013年3月23日発行、ISBN 978-4-344-82768-4
  10. 2014年3月24日発行、ISBN 978-4-344-83075-2
  11. 2015年3月24日発行、ISBN 978-4-344-83388-3
  12. 2016年3月24日発行、ISBN 978-4-344-83672-3
  13. 2017年3月24日発行、ISBN 978-4-344-83951-9
  14. 2018年3月24日発行、ISBN 978-4-344-84185-7
  15. 2019年3月22日発行、ISBN 978-4-344-84423-0
  16. 2020年3月24日発行、ISBN 978-4-344-84629-6
  17. 2021年3月24日発行、ISBN 978-4-344-84825-2
  18. 2025年3月24日発行、ISBN 978-4-344-85575-5

番外編
- 篠崎一夜（原作） / 香坂透（作画） 『変身できない』 幻冬舎コミックス〈バーズコミックス リンクスコレクション〉、2011年3月24日発行、ISBN 978-4-344-82183-5
- 篠崎一夜（原作） / 香坂透（作画） 『お金がないっ EX』 幻冬舎コミックス〈バーズコミックス リンクスコレクション〉、2017年2月24日発行、ISBN 978-4-344-83830-7
  - 商業誌で未発表だった「お金がないっ」シリーズの番外編が収録された短編集。

### ドラマCD
いずれもインターコミュニケーションズより発売。
- お金がないっ
- お金しかないっ
- 可愛気ないっ
- お金じゃ買えないっ

### 画集
- 愛してるって言わなきゃ殺す。ISBN 4-7567-1451-X：2002年1月1日、オークラ出版より発売。ファンブックも兼ねた画集。
- 鍵のかかる天国。ISBN 978-4-344-81278-9：2008年3月、幻冬舎より発売。

## OVA
2007年2月より、全4巻で発売開始。次回予告やサブタイトルはない。

### スタッフ
- 監督 - 則座誠
- キャラクターデザイン・作画監督 - 山本佐和子
- 脚本 - 篠崎一夜
- 絵コンテ - 山本友真矢
- 演出 - 平向智子
- 美術監督 - 柚島亜美
- 色彩設定 - 青山まなみ
- 音響監督 - 阿部信行
- プロデューサー - 楠原真理子、武智恒雄
- アニメーション制作 - リリクス
- 製作 - NOMONEY PROJECT
- DVD発売・販売元 - ハピネット

### 主題歌
オープニングテーマ 「Romance way」
作詞・作曲 - ISSEI / 編曲 - KAKI / 歌 - ISSEI
エンディングテーマ 「愛しい人よ永遠に 温もりを伝えて…」
作詞・作編曲 - milkboy / 歌 - 柿原徹也 & 羽多野渉

## インターネットラジオ
- お金がほしいっ!!!